# Chamaemyia macrura
Chamaemyia macrura är en tvåvingeart som beskrevs av Tanasijtshuk 1970. Chamaemyia macrura ingår i släktet Chamaemyia och familjen markflugor. Inga underarter finns listade i Catalogue of Life.